# 墨斗

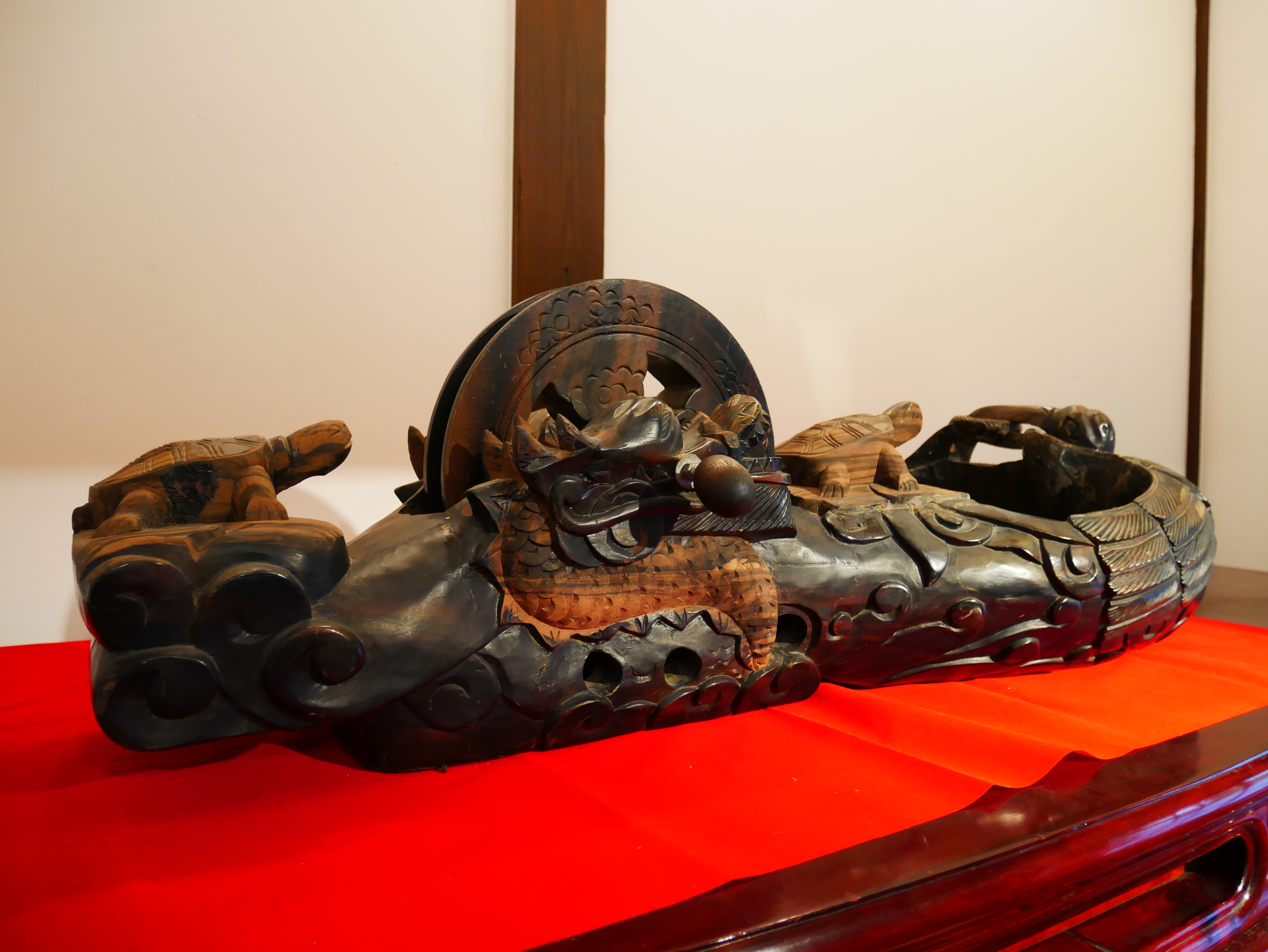
桃園市立大溪木藝生態博物館所藏墨斗

墨斗，又稱線墨，為木工用以彈線的工具，在泥、石、瓦等行業中為不可或缺之工具，傳為魯班發明。
此工具以圓斗狀的墨倉貯墨，線繩由一端穿過墨穴染色，已染色繩線末端為一個小木鉤，稱為「班母」，傳為魯班之母親發明。
班母通常離地面約一吋。固定之後，將已染色線繩向地面彈動，工地以此為地平直線標準。又可以班母固定於高處，墨斗懸垂，以墨斗之重量作墜力，將已染色線繩向壁面彈動，以此為立面直線標準。